# كيرن ميلر (لاعب كرة قدم)
كيرن ميلر (بالإنجليزية: Kern Miller)‏ (2 سبتمبر 1991 في المملكة المتحدة - ) هو لاعب كرة قدم بريطاني في مركز الدفاع. لعب مع نادي أكرينغتون ستانلي ونادي بارنسلي ونادي غاينسبورو ترينيتي وغرانتهام تاون ‏ ووركشوب تاون ‏ وKing's Lynn Town F.C. ‏ ونادي هيرفورد ولينكولن سيتي أف سي ونادي بوسطن يونايتد.

## وصلات خارجية
- كيرن ميلر على موقع قاعدة بيانات كرة القدم.إي يو (الإنجليزية)
- كيرن ميلر على موقع Soccerbase.com (لاعب) (الإنجليزية)
- كيرن ميلر على موقع Soccerway.com (الإنجليزية)